# 禖子内親王 (後朱雀天皇皇女)
禖子内親王（ばいし〈みわこ〉ないしんのう、長暦3年8月19日〈1039年9月10日〉 - 嘉保3年9月13日〈1096年10月1日〉）は、後朱雀天皇の第4皇女。母は中宮・藤原嫄子、同母姉に祐子内親王。後冷泉天皇朝賀茂斎院、号は六条斎院。

## 略歴
誕生後わずか10日で母后・嫄子が崩御し、姉・祐子内親王と共に祖父・藤原頼通の元で育てられた。寛徳3年（1046年）3月24日、兄・後冷泉天皇の即位に伴い8歳で賀茂斎院に卜定、寛徳3年（1048年）4月12日に紫野院へ入る。病弱のため康平元年（1058年）4月3日に20歳で斎院を退き、その後も長く病に苦しんだらしい。一方で幼い頃から和歌の才能に優れていたといわれ、「天喜三年（1055年）五月三日物語歌合」を始め、判明しているだけで25回もの歌合を開催した。斎院退下の後は、母方の曽祖父である具平親王の六条邸に住んだという。晩年に出家、嘉保3年（1096年）58歳で薨去。
なお、禖子内親王に仕えた歌人六条斎院宣旨は『狭衣物語』の作者であると言われる。